# Arenaria lanuginosa
Arenaria lanuginosa är en nejlikväxtart. Arenaria lanuginosa ingår i släktet narvar, och familjen nejlikväxter.

## Underarter
Arten delas in i följande underarter:
- A. l. guatemalensis
- A. l. lanuginosa
- A. l. megalantha
- A. l. saxosa